# Weißbach (Langenweißbach)
Weißbach mit seinem Ortsteil Hermannsdorf ist ein Ort im  sächsischen Westerzgebirge. Im Jahr 1996 wurde im Zuge der Gemeindegebietsreformen die Gemeinde Weißbach mit der Gemeinde Langenbach zur Einheitsgemeinde Langenweißbach zusammengeschlossen, welche bis 2008 dem Landkreis Zwickauer Land und seitdem dem Landkreis Zwickau angehört.

## Geografie

### Geografische Lage
Weißbach liegt im nördlichen Westerzgebirge zwischen dem  Hohen Forst im Süden und der Zwickauer Mulde im Norden. Der Hauptort zieht sich größtenteils entlang der Thomas-Müntzer-Straße für etwa 5 km. Eingebettet zwischen der  Bergstadt Schneeberg im Osten und der Stadt  Kirchberg im Westen befindet sich Weißbach unmittelbar an der Grenze zwischen dem Landkreis Zwickau und dem Erzgebirgskreis. Die Höhenlage des Ortes variiert stark zwischen etwa 300 m ü. NHN an der Zwickauer Mulde und 550 m ü. NHN am Hohen Forst kurz vor der Kreisgrenze. Im Ortskern erreicht der Ort eine Höhe von etwa 390 m ü. NHN.

### Nachbarorte
| Wiesenburg (Wildenfels) | Schönau (Wildenfels)                        | Grünau (Langenweißbach)     |
| Burkersdorf (Kirchberg) | Kompassrose, die auf Nachbargemeinden zeigt | Langenbach (Langenweißbach) |
| Saupersdorf (Kirchberg) |                                             | Griesbach (Schneeberg)      |

### Ortsteile der ehemaligen Gemeinde Weißbach

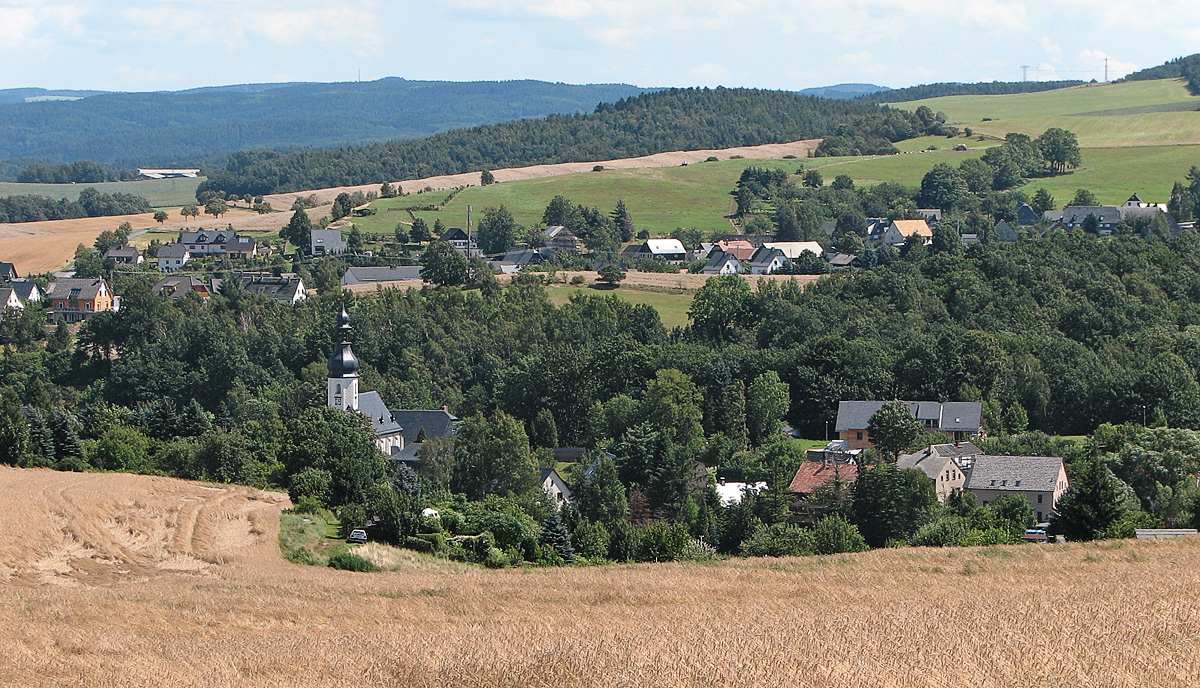
Blick auf Ortskern mir Dorfkirche

- Weißbach
- Hermannsdorf
- Neudörfel (teilweise)

## Geschichte
(Quelle: )

### Gründung bis 20. Jahrhundert
Das Dorf Weißbach wurde vermutlich gegründet zwischen 1175 und 1190. Bis Mitte des 13. Jh. war Weißbach vermutlich ein Kolonialgebiet der Vögte von Weida (Herrschaft Isenburg).

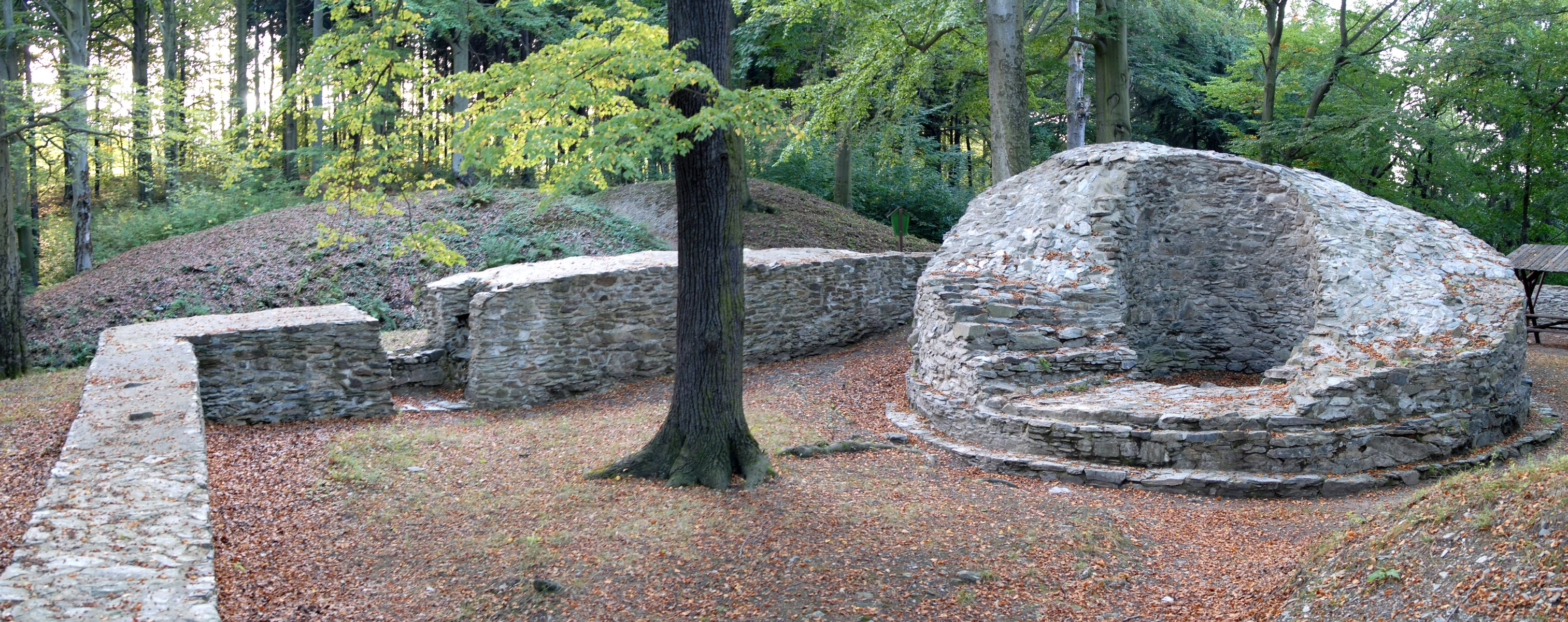
Ruine der Isenburg bei Wildbach

Ende des 13. bis Mitte des 15. Jh. war das Dorf wahrscheinlich der Herrschaft Hartenstein zugehörig. Um 1450 wurde Weißbach als Teil der Herrschaft Wildenfels kirchlich eigenständig. 1515 Wurde eine Dorfkirche erbaut. Im Jahre 1625 wurde die Schule im Ort erstmals erwähnt. 1694 fuhr erstmals eine Postkutsche in Richtung Schneeberg durch den Ort. Ab 1696 war Weißbach dem Amt Zwickau zugehörig. 1705 wurde eine zweite Schule erwähnt. 1835 bis 1838 fand ein (Um)bau des dritten Schulgebäudes statt. 1871, im Jahr der Errichtung des deutschen Kaiserreichs, wurde ein viertes Schulgebäude in Weißbach gebaut. 1874 wurde Weißbach durch eine umfassende Verwaltungsreform im Königreich Sachsen zur Amtshauptmannschaft Zwickau (von 1939 bis 1952 Landkreis Zwickau) zugehörig. 1896 erhielt Weißbach eine eigene Postagentur. 1903 wurde die Zentralschule, in welcher sich heute die Grundschule Langenweißbach befindet, eingeweiht. 1910 wurde die Gemeinde Weißbach ans Stromnetz angeschlossen. Im Jahr 1930 gab es 273 Butterhändler im Dorf. Zu dieser Zeit ist Weißbach überregional für seine Butter bekannt gewesen.

### Ende des Zweiten Weltkrieges

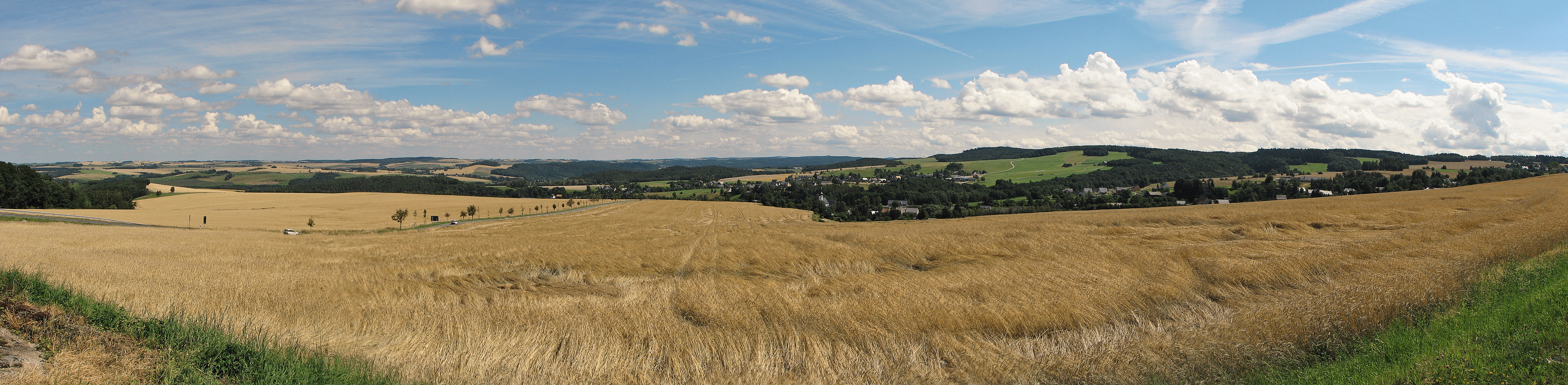
Panorama von Weißbach

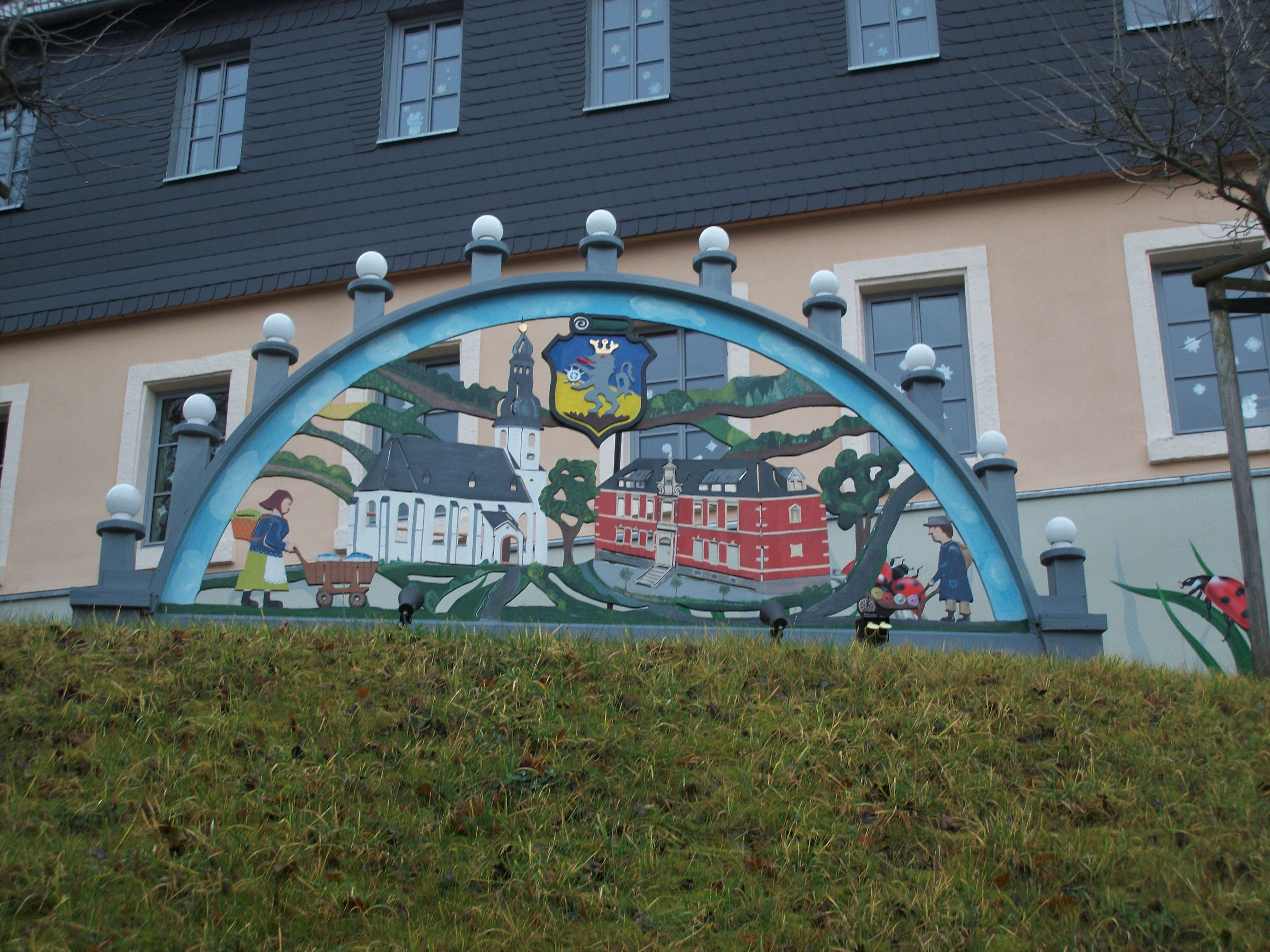
Außenschwibbogen in Weißbach mit Ortswappen

1944 wurde nahe dem Ort am Hohen Forst Bergbau mit zum Teil Britischen Kriegsgefangenen betrieben (Engländerstolln).  Weißbach war, wie viele andere Orte im westlichen Erzgebirge nach der Kapitulation der Wehrmacht am 8. Mai 1945 bis Anfang Juni weder von Amerikanischen, noch Sowjetischen Truppen militärisch besetzt worden („Republik Schwarzenberg“). Am 11. Mai 1945 wurde der amtierende Bürgermeister der Gemeinde Weißbach Trautenhahn seines Amtes enthoben. Am 15. Mai bildete sich daher ein „Antifaschistischer Aktionsausschuss“. Anfang Juni 1945 wurde Weißbach von Truppen der Vereinigten Staaten von Amerika besetzt.

### Nach 1945
1965 wurde die erste Buslinie durch Weißbach geschaffen. 1967 baute man die Verbindungsstraße nach Langenbach. 1952 wurde Weißbach durch eine umfassende Kreisreform in der DDR dem Kreis Zwickau-Land im Bezirk Karl-Marx-Stadt (bis Mai 1953 und von Juni 1990 bis zur Wiedervereinigung Bezirk Chemnitz) zugehörig. 1983 wurde eine Gemeinschaftsantennenanlage geschaffen. 1991 erschien erstmals das Weißbacher Gemeindeblatt. 1994 wurde Weißbach im Zuge der Kreisreformen in Sachsen Teil des Landkreises Zwickauer Land. 1996 vereinigten sich die Gemeinden Langenbach und Weißbach zur Einheitsgemeinde Langenweißbach, welche seit 2008 dem Landkreis Zwickau angehört.

### Entwicklung der Einwohnerzahlen

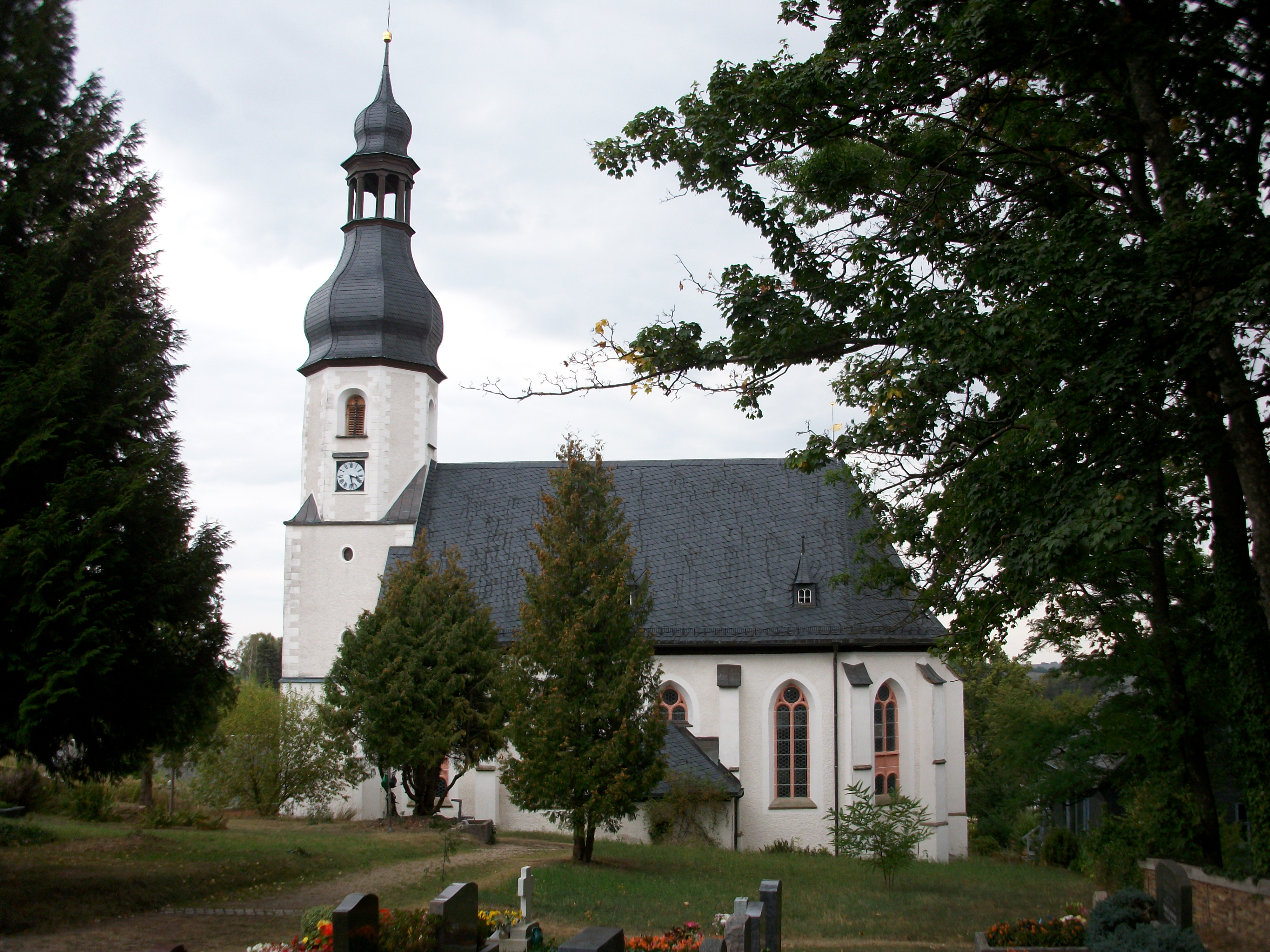
Salvatorkirche Weißbach

| Jahr | Anz. Einwohner                                          |
| ---- | ------------------------------------------------------- |
| 1637 | 079 besessene Mann, 03 Häusler                          |
| 1748 | 054 besessene Mann, 015 Gärtner, 021 Häusler, 022 Hufen |
| 1834 | 1204                                                    |
| 1871 | 1759                                                    |
| 1890 | 1849                                                    |

| Jahr | Anz. Einwohner |
| ---- | -------------- |
| 1910 | 1793           |
| 1925 | 1693           |
| 1939 | 1820           |
| 1946 | 1990           |
| 1950 | 02238          |
| 1964 | 01804          |
| 1990 | 01301          |
| 2011 | 01140          |

### Kirche
Seit 2006 gehört die Kirchgemeinde Weißbach zur neu gegründeten Kirchgemeinde Langenweißbach im Kirchenbezirk Zwickau.
Die ev.-meth. Kirchengemeinde Weißbach gehört zum Kirchenbezirk Schneeberg.

## Kultur und Sehenswürdigkeiten
- Die spätgotische Salvatorkirche im Ortsteil Weißbach ist reich ausgestattet. Sie entstand in den Jahren 1515/16 und wurde 1694 umgebaut. Der spätgotische Flügelaltar von Peter Breuer stammt aus den Jahren 1518/20. Decke und Emporen sind bemalt. Die Kanzel ist von 1693, das Kruzifix von 1695. Ferner besitzt die Kirche lebensgroße Holzschnitte der Reformatoren Luther und Melanchthon aus dem 16. Jahrhundert.
- In Weißbach befindet sich am Waldrand des Hohenforstes das Vereinsbergwerk (Schaubergwerk) Engländerstolln (1944) mit angeschnittenem mittelalterlichen Altbergbau der Martin-Römer-Stolln. Es kann regelmäßig besichtigt werden.

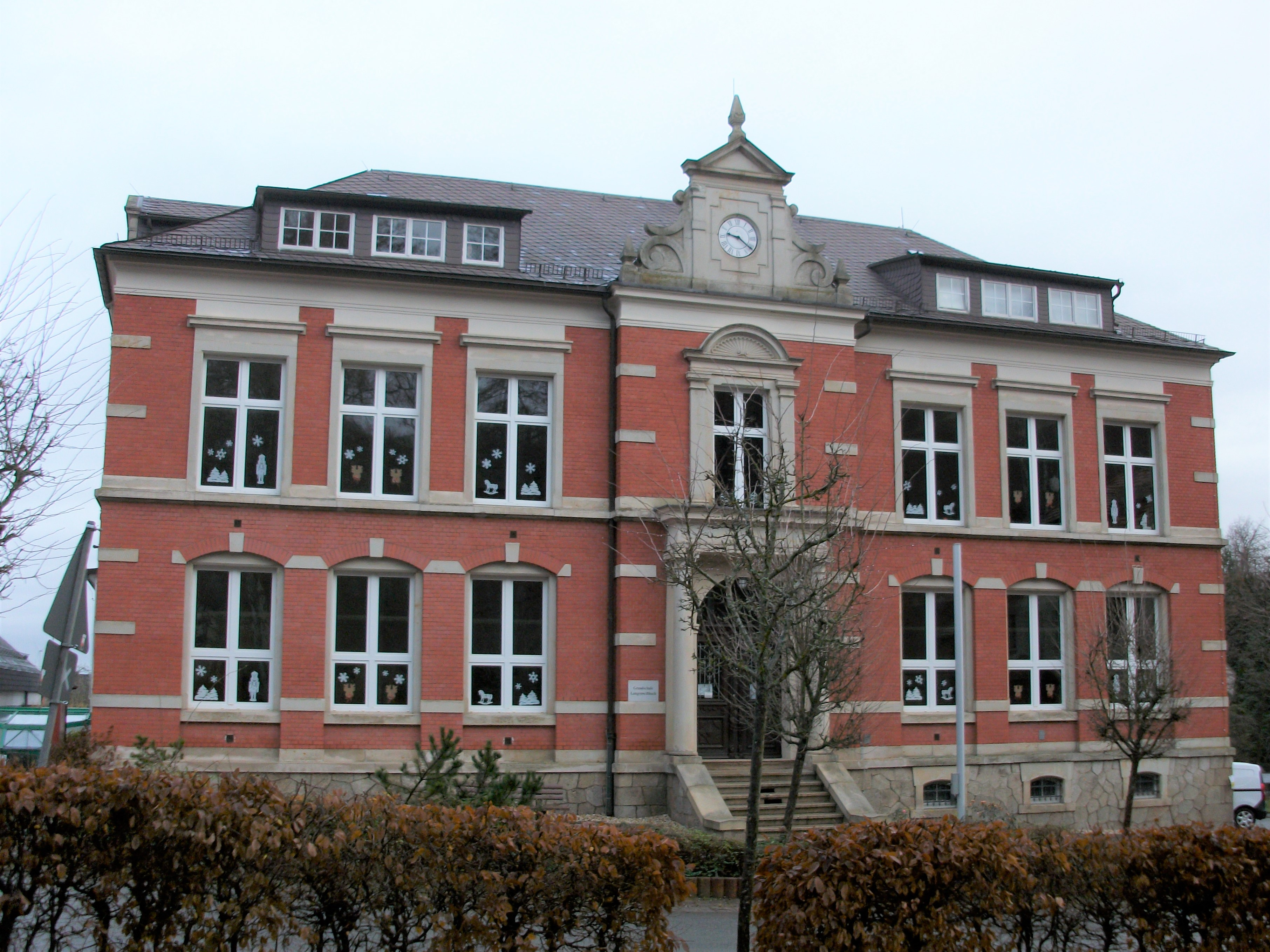
Grundschule Langenweißbach

### Öffentliche Einrichtungen
Die Gemeindeverwaltung Langenweißbachs befindet sich im Ortsteil Langenbach. In Weißbach befindet sich eine Außenstelle.

### Bildung
Die gemeinsame Grundschule für alle Ortsteile der Gemeinde befindet sich im Ortsteil Weißbach.

## Persönlichkeiten
- Johann Christoph Neumeister (1697–1769), evangelisch-lutherischer Pfarrer und Autor
- Friedrich Wilhelm Meyer (1797–1879), Jurist und Bürgermeister von Zwickau